# Нитрофурал
Нитрофура́л (новолат. nitrofural, распространенный синоним — фурацили́н лат. furacilinum) — антисептическое средство местного действия, относится к группе нитрофуранов. Обладает противомикробным действием. Используется как раствор для промывания и очищения ран, полоскания рта и горла, благодаря своим антисептическим свойствам замедляет или останавливает рост микробной флоры. Поставляется в виде таблеток для приготовления водного раствора.
В некоторых европейских странах, а также в Северной Америке, это средство считается устаревшим и не применяется для лечения людей. Тем не менее оно до сих пор находит применение в ветеринарии.

## Формы препарата
- Аэрозоль

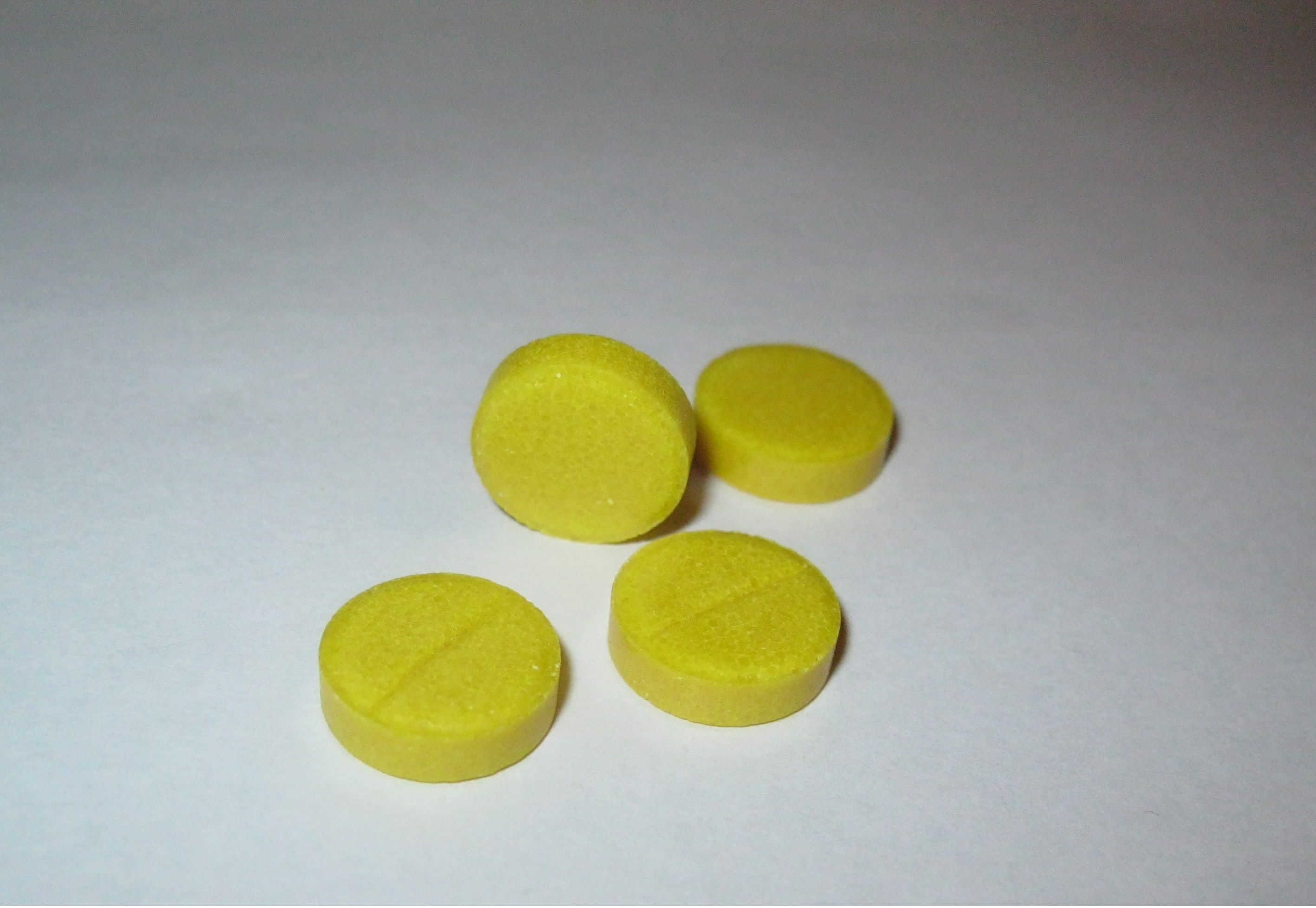
Таблетки фурацилина для приготовления водного раствора

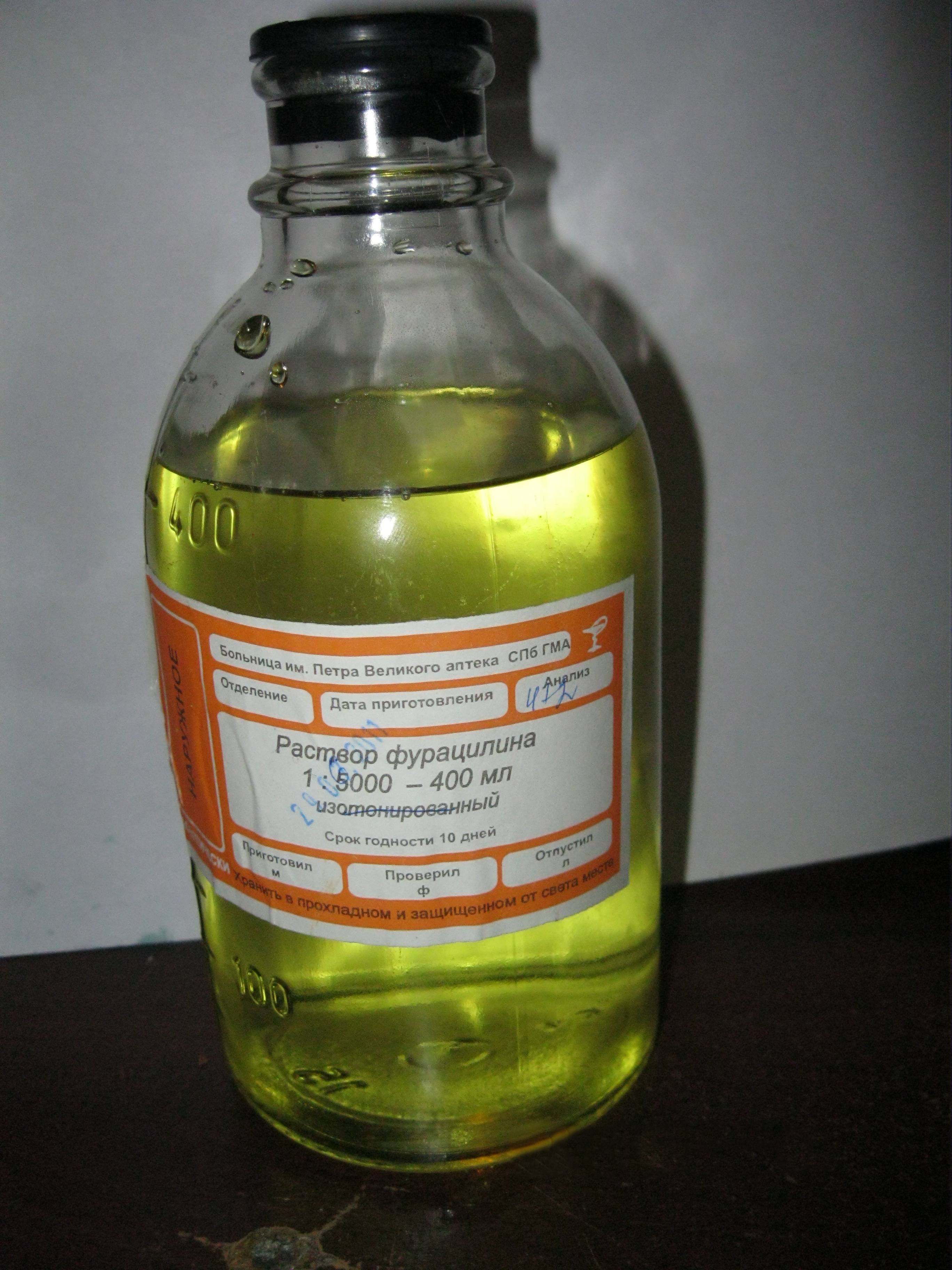
Водный раствор фурацилина 1:5000

- Раствор для наружного применения (водный)
- Раствор для наружного применения (спиртовой)
- Мазь
- Таблетки по 0,02 г для приготовления раствора для наружного применения

## Свойства
Нитрофурал представляет собой мелкокристаллический порошок жёлтого или жёлто-зелёного цвета горького вкуса. Очень мало растворим в воде (при нагревании растворимость повышается), мало растворим в спирте, растворим в щелочах, практически нерастворим в эфире. Нитрофурановые соединения чувствительны к свету, поэтому разбавленные растворы следует оберегать от дневного света, особенно сильное влияние оказывает ультрафиолетовое излучение, приводящее к глубокому и необратимому разрушению молекулы.

## Фармакологическое действие
Нитрофурал является противомикробным средством. От других препаратов группы отличается механизмом действия, основанным на восстановлении 5-нитрогруппы микробных флавопротеинов с образованием реактивных аминопроизводных, способных вызывать изменения в белках (включая рибосомальные) и других макромолекулах, приводя клетки патологических микроорганизмов к гибели. 
Активен в отношении грамотрицательных и грамположительных бактерий: Streptococcus spp, Staphylococcus spp, Shigella flexneri spp, Shigella dysenteria spp, Salmonella spp, Shigella sonnei spp, Shigella boydii spp, Clostridium perfringens, Escherichia coli и др. У микроорганизмов устойчивость к препарату развивается медленно и высокой степени не достигает.

## Показания
- При свежих и гнойных ранах
- При ожогах II—III степени
- При пролежнях
- Для промывания полостей
- Мелкие повреждения кожи
- Внутрь фурацилин назначают для лечения бактериальной дизентерии

При беременности показаниями к применению раствора выступает следующий ряд заболеваний:
- острый наружный и средний отит
- стоматиты и гингвиты
- острые и хронические недуги дыхательных путей
- синуситы
- гаймориты
- фронтиты

## Противопоказания
- Дерматозы
- Индивидуальная непереносимость
- Кровотечение

## Побочные реакции
- Дерматит
- Аллергические реакции

## Способ применения и дозировка
Местно наружно в виде водного 0,02 % (1:5000) или спиртового 0,066 % (1:1500) растворов. Раствором орошать раневую поверхность или смачивать повязку. Также применяется для промывания полостей. В виде мази накладывать на раневую поверхность. В виде аэрозоля орошать раневую поверхность или полость.
- Высшая разовая доза 0,1 г
- Высшая суточная доза 0,5 г

## Применение за рубежом
В Северной Америке на 1992 год нитрофурал применялся в ветеринарии как антибиотик для собак, кошек и лошадей. Использование для лечения человека прекращено.

## Токсичность
Нитрофурал включен в список токсических веществ в Калифорнии и предполагается, что он является канцерогеном для человека. Длительное применение нитрофурала может вызвать рак.